# スタンド (オートバイ)
オートバイのスタンド(Stand)は、オートバイの車体を自立させるために車体に備え付けられている部品、または整備の際に用いられる汎用の器具である。

## 概要
車体左側（まれに右側）に装備され車体を傾斜した状態で支えるサイドスタンドと、左右2箇所の接地点で車体を持ち上げ直立状態で保持するセンタースタンドが一般的に用いられ、通常はこのいずれかまたは両方が車体に装備されている。スポーツタイプのオートバイにはサイドスタンドのみが、小排気量のスクーターにはセンタースタンドのみが装備されることが多い。競技用の車両は車体にスタンドが装備されていないものがほとんどで、保管や整備の際には別体のメンテナンススタンドを用いて車体を保持する。

## サイドスタンド
サイドスタンドは乗車したまま展開・格納でき、郵便や新聞配達などの発進停止の繰り返しに便利であるが、センタースタンドに比べて不安定である。またサイドスタンドを展開したままの走行は危険なため、何らかの安全対策が施されている場合が多い。
- 接地面近くにゴム片を装備したもの

サイドスタンドを出したまま走行してスタンドが接地しそうになるとスタンド本体より先にゴム片が接地して、接地の衝撃を車体に伝えることなくスタンドが後方へ跳ね上がり格納される。
- オートリターンスタンド

車体を起こすとスプリングの張力で自動的にサイドスタンドが格納される。戻し忘れは起こらないが、駐車中に意図せずスタンドが格納されて車体が倒れる事故も多く、自殺スタンドとも呼ばれる。
- エンジン停止型

スタンドの展開と連動するスイッチを設け、サイドスタンドを出すとエンジンが止まる。マニュアルミッション車ではニュートラルスイッチとも連動させ、ギアを入れなければアイドリング可能としたものが一般的。その場合サイドスタンド警告灯が設けられていることが多い。

## センタースタンド
センタースタンドは安定はするが乗車したままの展開・格納は難しく、通常は降車しなければ操作できない。また車体を持ち上げるため、展開には少し力が必要である。ホンダ・タクト（5代目）には電動でスタンドが立ち上がるオートスタンドが装備されていた。ヤマハ・ギアでは、フットボード上のペダルを踏むことで展開するセンタースタンドが装備されている。

## メンテナンススタンド
メンテナンススタンドは、整備の際に前輪または後輪を地面から浮かせて保持する器具である。スタンドを装備しないレース用のオートバイの保管にも用いられる。